# Dinocheirus arizonensis
Espèce
Synonymes
- Chelanops arizonensis Banks, 1901

Dinocheirus arizonensis est une espèce de pseudoscorpions de la famille des Chernetidae.

## Distribution
Cette espèce se rencontre aux États-Unis en Arizona et au Mexique.

## Description
L'holotype mesure 3 mm.

## Étymologie
Son nom d'espèce, composé de arizon[a] et du suffixe latin -ensis, « qui vit dans, qui habite », lui a été donné en référence au lieu de sa découverte, l'Arizona.

## Publication originale
- Banks, 1901 : Some spiders and other Arachnida from southern Arizona. Proceedings of the United States National Museum, vol. 23, p. 581-590 (texte intégral).